# Сервет Тазеґюл
Сервет Тазеґюл  (тур. Servet Tazegül, 26 вересня 1988) — турецький тхеквондист, олімпійський медаліст.

## Виступи на Олімпіадах
| Олімпіада   | Дисципліна | Місце |
| ----------- | ---------- | ----- |
| Пекін 2008  | до 68 кг   | 3T    |
| Лондон 2012 | до 68 кг   | 1     |